# 73 Draconis
73 Draconis, eller AF Draconis, är en roterande variabel av Alfa2 Canum Venaticorum-typ (ACV:) i stjärnbilden Draken.
73 Dra varierar mellan visuell magnitud +5,15 och 5,22 med en period av 20,2747 dygn.